# Lévigny
Lévigny é uma comuna francesa na região administrativa de Grande Leste, no departamento de Aube. Estende-se por uma área de 13,75 km². Em 2010 a comuna tinha 98 habitantes (densidade: 7,1 hab./km²).